# Вишнево (Минская область)
Ви́шнево (бел. Ві́шнева / Ві́шнеў, пол. Wiszniew, лит. Vyšniavas, идиш ווישנעווע‎) — агрогородок в Воложинском районе Минской области Беларуси. Административный центр Вишневского сельсовета. Расположен на реке Гольшанка.

## География
Население — 470 чел. (1992). Находится в 22 км от Воложина, в 6 км от железнодорожной станции Богданов, на автомобильной дороге Воложин — Ошмяны.

## История
В «Географическом словаре», том 13, страница 623, выданном на польском языке в 1893 году коллективом известных учёных, говорится, что в Вишнево (тогда деревня называлась Вишнев) в 1424 году был построен костёл. Отсюда вывод – местечко Вишнево в это время уже существовало. В XIV веке территория, на которой располагалось Вишнево, входила в состав Кревского княжества и считалась собственностью великого князя Ольгерда, сына основателя города Вильно, князя Гедимина.
После Гедговдов, которые, видимо, получили Вишневщину от Ольгерда или его сына Ягайло, в XV веке Вишнево становится собственностью богатых землевладельцев Здыгултовичей, а позже разными способами (перепродажа, свадебный подарок и т.д.) им правят по очереди Слушки, потом Осики, Сангушки, Пацы.
В 1600-м году Вишнево с окрестностями купил у Пацев владелец имущества Щорсы (на Новогрудчине) Адам Храптович. С этого времени начинается царствование над Вишневом Литаворов-Храптовичей. Это царствование продолжалось более 300 лет, и поэтому дальнейшая история местечка тесно связана с деятельностью и историей рода графа Хрептовича.
В 1617 году граф купил у татарина Богдана Фурсовича имение Березина, в 1624 году – за 2000 злотых у Кшиштофа Радзивилла деревню Гончары, а у известного сторонника кальвинизма и политического деятеля Яна Воляна – имение Валянов (современное Аляново). В 1620 году было куплено вместе с окружающими деревнями имение Славенск.
В 1637–1641 годах по приказу Юрия Храптовича на месте деревянного костёла был построен каменный, а позже помещики одаривали его землями и крепостными крестьянами.
В «Литовской энциклопедии» отмечено, что уже в XVI столетии Вишнево было центром костёльной администрации (деканат), в который входило 12 соседних парафий (костёльных общин).
Во второй половине XVIII века жизнь в Вишнево коренным образом меняется. Это обусловлено общей на то время в стране тенденцией к индустриализации и связано с именем Иохима Храптовича (1729-1812). Это был государственный деятель, депутат сейма от Новогрудского воеводства, философ и поэт, участник восстания Т. Костюшко, инициатор и член так называемой Образовательной Комиссии.
За время правления И. Храптовича Вишнево стало не только религиозным, административным, культурным, но и промышленным центром. В 1778 году здесь начал работать первый на территории бывшего Великого княжества Литовского железо-литейный завод, а за ним и завод стеклянных изделий с большой печью. Кроме этого, в Вишнево начал работать спиртзавод, кирпично-гончарный завод, ткачество сукна и, оборудованная самыми современными в то время механизмами водяная мельница, в которой мололи зерно, производили крупу, мололи муку и валяли сукно. В тот период Вишнево стало и торговым центром: каждую среду здесь проходили торги, а дважды в год – большие ярмарки.
В 1775 году в Вишнево по приказу И. Храптовича начала действовать светская школа, которая подчинялась Образовательной Комиссии.
В то время Вишнево в административном порядке входило в Ошмянский повет Виленского воеводства. Местечко было центром гмины, в которую входило 7 округов.
В 1794 году, во время восстания под предводительством Т. Костюшко, через местечко с Ошмян на Воложин проходил отряд повстанцев под командованием известного композитора-патриота М. К. Огинского. 17 июня в бою при Вишневе он был разбит.
В 1795 году в составе Российской империи.
В 1864 году была построена православная церковь, которая должна была стать для округи опорой православия и верноподданичества царю и его администрации. Была организована церковно-приходская школа, которая со временем была переименована в народное училище.
Кроме этого, в Вишнево существовала религиозное училище для детей еврейской части населения местечка – ешибот.
В 1868 году закончил своё существование железо-литейный завод по причине своей нерентабельности.
В конце XIX – начале XX столетия в местечке Вишнево на средства разных предпринимателей было построено много маленьких мастерских и несколько небольших заводов – спичечная фабрика, пивзавод, мастерская по производству безалкогольных напитков, несколько хлебопекарен, кузни, столярни, швейные мастерские и другие. Кроме того, существовало много частных магазинчиков.
В 1915 – 1918 годах через местечко Вишнево проходила укреплённая немецкая линия обороны. Жители деревни были выселены, местечко сожжено и ликвидировано артиллерией до последнего дома, на огородах и в поле появились окопы и железобетонные убежища, фрагменты которых сохранились и до наших дней. С тех времён сохранились и немецкие кладбища (недалеко от деревень Десятники, Лютошь, Борки).
После Первой мировой войны Вишнево, как и вся Западная Беларусь, очутилась под Польшей. Люди вернулись на пепелище и за 20-е годы в основном отстроились. Вишнево отродилось и опять стало тесным, густонаселённым деревянным местечком с множеством магазинчиков и мастерских.
На 1 сентября 1939 года Вишнево было центром гмины (волости), здесь действовали три религиозных учреждения: римско-католический костёл, православная церковь и еврейская синагога; были две школы – польская семилетка и еврейская (ешибот), работало почтово-телеграфное отделение.
Во время Великой Отечественной войны на протяжении всей оккупации в Вишнево стоял немецкий гарнизон, который неоднократно должен был отбиваться от атак партизан.
Во времена СССР здесь была больница с центральным водоснабжением, а также столовая.
Уроженец Вишнево, известный государственный деятель Израиля, Шимон Перес дважды посещал деревню после иммиграции в августе 1992 года и январе 1998 года.
В 2011 году деревня Вишнево преобразована в агрогородок.

## Инфраструктура
Врачебная амбулатория, комплексно-приёмный пункт, участок ДРП ДРСУ-167, участок электросетей.

## Культура
- Дом культуры
- Библиотека
- Музей
- Детская школа искусств
- Музей с материалами об истории семьи и политической карьеры Шимона Переса[7]
- Музей ксендза Владислава Чернявского

## Достопримечательность
- Католический костёл Пресвятой Девы Марии[8], построенный в 1637—1641 годах с элементами стилей ренессанса, барокко, рококо, и достроенный двухшпилевым главным фасадом. Костёл расписан Фердинандом Рущицем
- Православный храм святых бессребреников Космы и Дамиана, построенная в 1865 году в псевдорусском стиле
- Усадьба Хрептовичей (нач. XX в.)
- На местном кладбище похоронены Констанция Буйло и Петр Битель
- Кладбище еврейское
- Кладбище старое христианское
- Блиндажи (доты) со времён Первой мировой войны
- Фрагменты давнейших заводских цехов, сложенных из больших камней

### Памятник, скульптура
- Мемориальный камень 1917 года
- Памятник В. И. Ленину
- Памятный знак в честь 100-летия со дня рождения Шимона Переса[9][10][11]. Установлен на месте усадьбы семьи Перских.

## Галерея

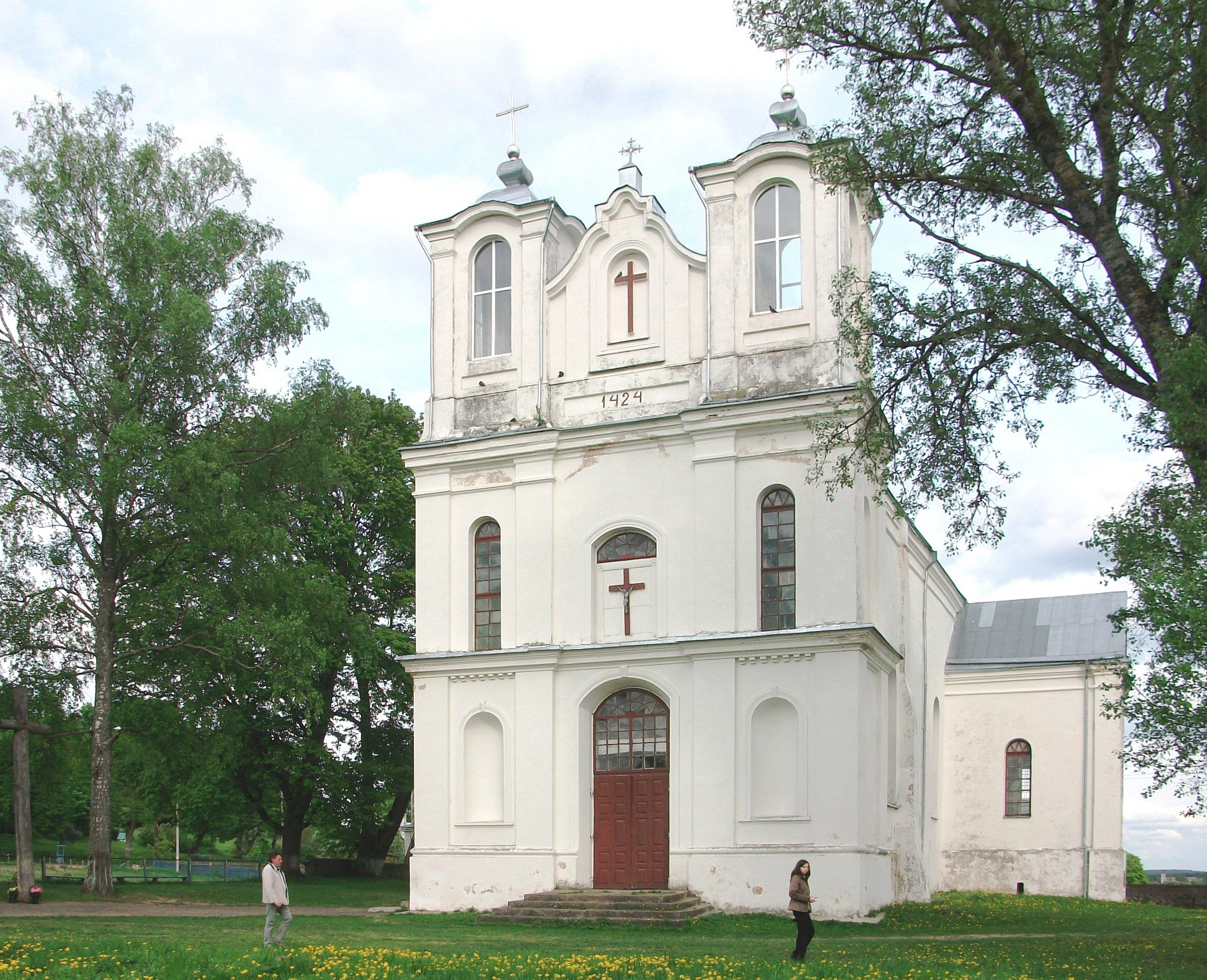
Католический костёл Пресвятой Девы Марии
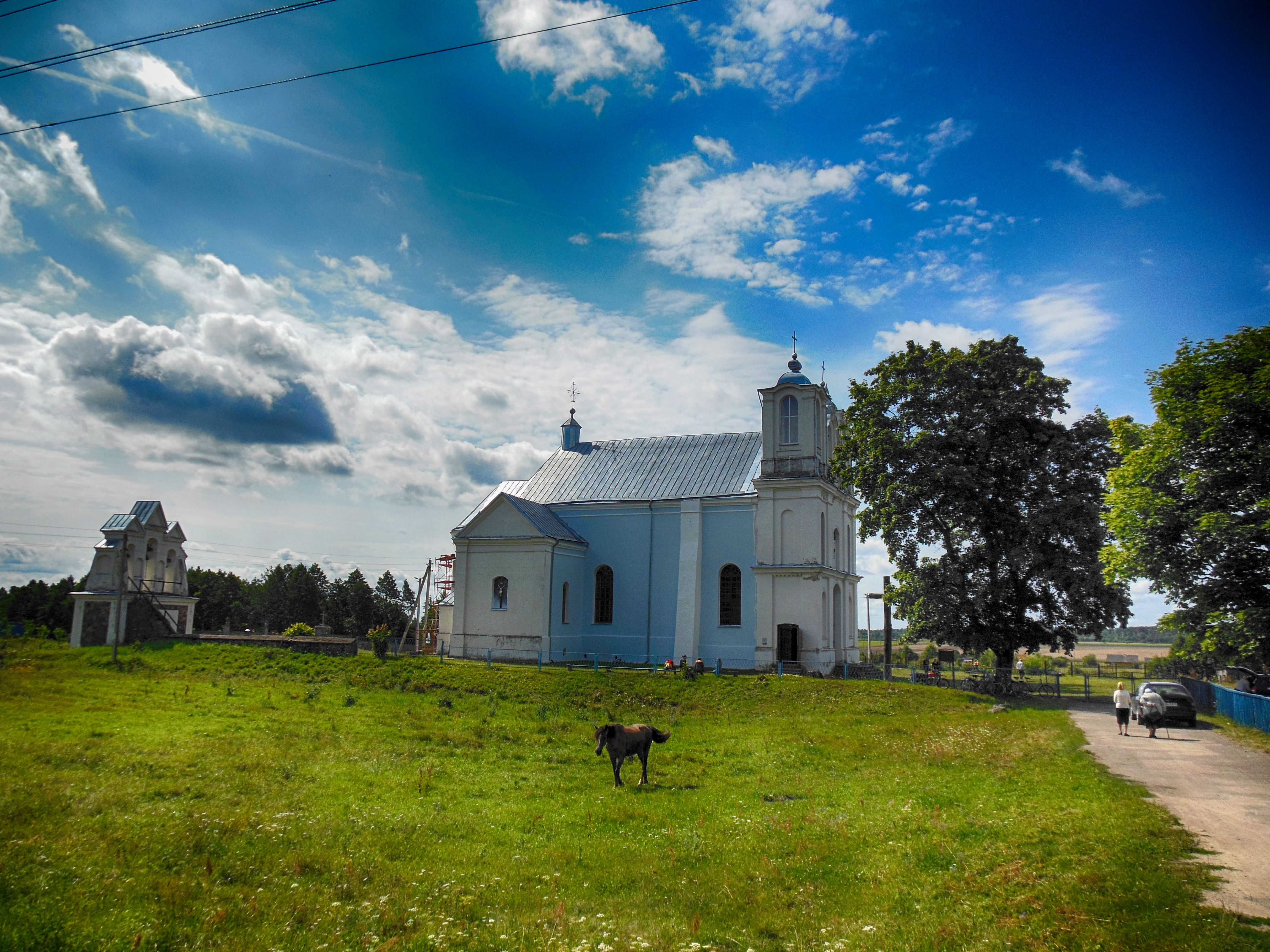
Католический костёл Пресвятой Девы Марии
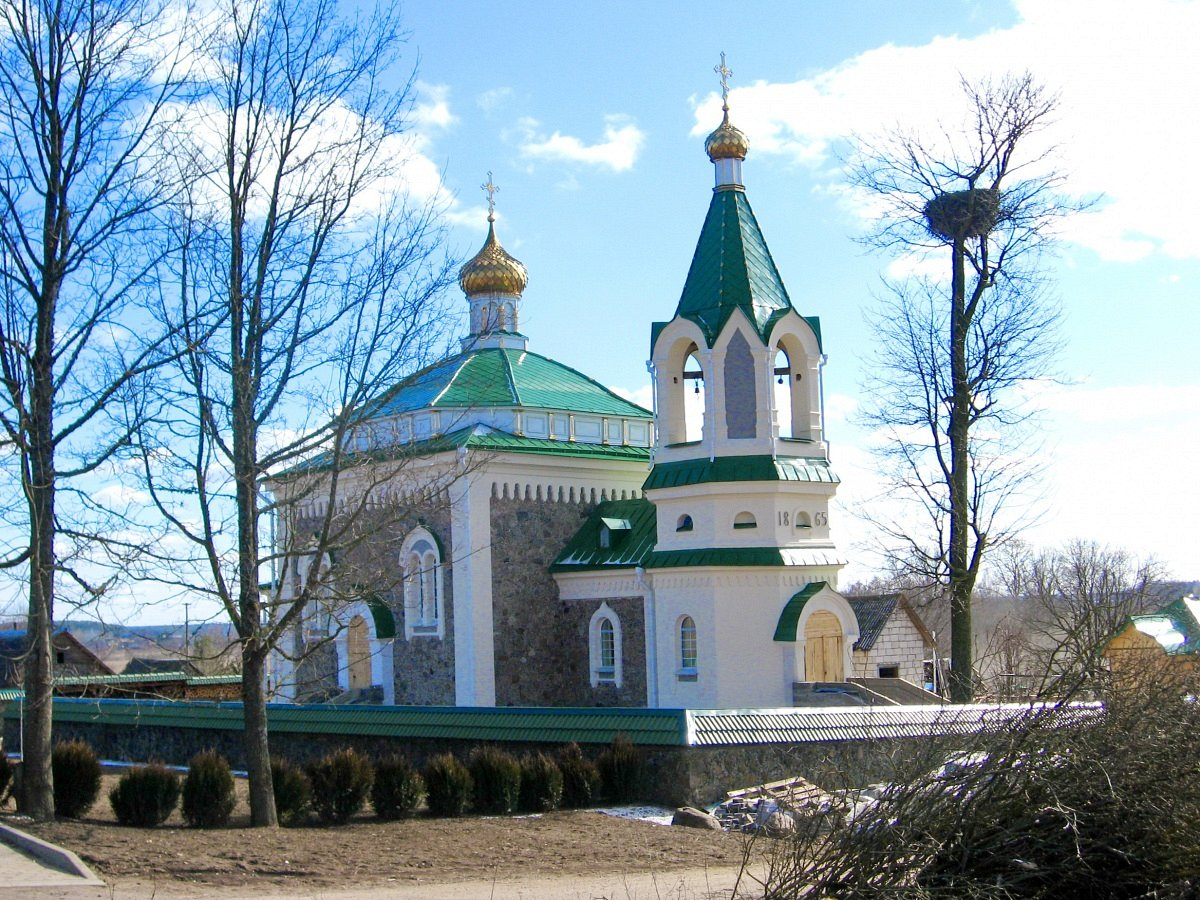
Храм святых бессребреников Космы и Дамиана

## Известные жители
- Шимон Перес (Перски) — президент Израиля с 2007 по 2014 год, лауреат Нобелевской премии мира 1994 года[12].
- Симон Будный — духовный писатель Речи Посполитой, гуманист, церковный реформатор, книгопечатник.
- Констанция Антоновна Буйло — поэтесса
- Владислава Станкевич — заслуженный деятель культуры БССР, жена Янки Купалы и первый директор его музея.
- Нахум Гольдман — выдающийся лидер сионистского движения. Президент Всемирного еврейского конгресса .
- Мечислав Карлович — польский композитор и дирижёр.
- Йеошуа Рабинович — израильский политик. Мэр Тель-Авива с 1969 по 1974 год.